# Dadaşbəyli
Dadaşbəyli è un comune dell'Azerbaigian situato nel distretto di Sabirabad. Conta una popolazione di 677 abitanti.